# Стадион Бенк оф Америка
Стадион Бенк оф Америка (енгл. Bank of America Stadium) је вишенаменски стадион у граду Шарлот, Северна Каролина, САД. Стадион има 74.867 седишта, простире се на 33 хектара (13 ha) у центру Шарлота, Северној Каролини. То је матични објекат и седиште Каролина пантерса из Националне фудбалске лиге, а планирано је да буде дом ФК Шарлот из Мајор лиге фудбала. Стадион је отворен 1996. године као „стадион Ериксон” пре него што је Банк оф Америка купила права на име 2004. према уговору на 20 до 25 година, вредан 140 милиона долара. Бивши председник Пантерса, Дени Морисон, назвао га је „А класичним америчким стадионом“ због његовог дизајна чиније и других карактеристика.
Поред Пантера, стадион је домаћин годишњег Дуке'с мајо боула, на којем учествују тимови са Конференције атлантске обале (АЦЦ) и Југоисточне конференције (СЕЦ) или конференције Биг Тен. Планирано је да стадион буде домаћин годишње утакмице првенства АЦЦ-а до најмање 2019. године, игра је премештена 2016. али је враћена 2017. године. Највећа посета која је икада забележена на фудбалској утакмици на стадиону била је 9. септембра 2018, када је 74.532 навијача гледало Пантерсе како су победили Далас каубојсе са 16 : 8.

## Утакмице
Са тереном који је довољно велик да испуни регулаторне захтеве за фудбал, стадион Банк оф Америца је био домаћин неколико фудбалских утакмица. Већина утакмица су биле међународне. Међународни куп шампиона одржава годишње међународне пријатељске утакмице на стадиону као део дугорочног уговора са Релевент спортс гроуп. Стадион је такође био домаћин НЦАА шампионата у фудбалу за мушкарце 1999. и 2000. године.
Мајор Леагуе Соццер доделио је Шарлот тим за проширење који би требало да почне да игра 2022. године на стадиону Бенк оф Америца, након реновирања. На стадиону су 31. октобра 2020. одигране утакмице између јуниорских тимова ФК Шарлот и Атланта јунајтеда.
| Датум             | Екипа #1          | Рез.               | Екипа #2          | Такмичење          | Гледалаца | Белешка                    |
| ----------------- | ----------------- | ------------------ | ----------------- | ------------------ | --------- | -------------------------- |
| 24. март 2010.    | Мексико           | 0 : 0              | Исланд            | Пријатељска        | 63.227    |                            |
| 9. јун 2011.      | Костарика         | 1 : 1              | Салвадор          | Група А            | 46.012    |                            |
| 9. јун 2011.      | Мексико           | 5 : 0              | Куба              | Група А            | 46.012    |                            |
| 2. август 2014.   | Ливерпул          | 2 : 0              | ФК Милан          | Куп шампиона 2014. | 69.364    |                            |
| 15. јул 2015.     | Куба              | 1 : 0              | Гватемала         | Група Ц            | 55.823    |                            |
| 15. јул 2015.     | Мексико           | 4 : 4              | Тринидад и Тобаго | Група Ц            | 55.823    |                            |
| 25. јул 2015.     | Челси             | 1 : 1 (6 : 5 пен.) | ПСЖ               | Куп шампиона 2015. | 61.224    |                            |
| 30. јул 2016.     | Бајерн Минхен     | 4 : 1              | Интер Милано      | Куп шампиона 2016. | 53.629    |                            |
| 22. јул 2018.     | Борусија Дортмунд | 3 : 1              | Ливерпул          | Куп шампиона 2018. | 55.447    |                            |
| 23. јун 2019.     | Канада            | 7 : 0              | Куба              | Група А            | 59.283    |                            |
| 23. јун 2019.     | Мексико           | 3 : 2              | Мартиник          | Група А            | 59.283    |                            |
| 20. јул 2019.     | Арсенал           | 3 : 0              | Фјорентина        | Куп шампиона 2019. | 34.902    |                            |
| 3. октобар 2019.  | Сједињене Државе  | 2 : 0              | Јужна Кореја      | Пријатељска (жене) | 30.071    |                            |
| 26. март 2020.    | Мексико           | :                  | Чешка             | Пријатељска        | TBD       | отказано због Коронавируса |
| 27. октобар 2021. | Еквадор           | 3 : 2              | Мексико           | Пријатељска        | 39.887    |                            |